# Atractus collaris
Atractus collaris — вид змій родини полозових (Colubridae). Мешкає в Амазонії.

## Поширення і екологія
Atractus collaris поширені в Бразильській Амазонії, на заході Колумбії і Еквадору та на північному заході Перу. Вони живуть у первинних і вторинних вологих тропічних лісах, трапляються на плантаціях. Зустрічаються на висоті від 100 до 400 м над рівнем моря.